# Noma
 For alternative betydninger, se Noma (flertydig). (Se også artikler, som begynder med Noma)
Restaurant Noma er en københavnsk restaurant, der åbnede den 23. november 2003 på Christianshavn i København. Restauranten fik sin første Michelin-stjerne i 2005, opnåede stjerne nummer to i 2007, og stjerne nummer tre i 2021. Den blev kåret som verdens bedste restaurant i 2010, 2011, 2012, 2014 og 2021.

## Historie
| Citat                              | This elegant yet relaxed waterside restaurant offers a unique experience, from the greenhouses at the entrance to the ingredients on the plate. The test kitchen is one of the most advanced in the world and offers a tasting menu of creative, complex dishes with vivid natural flavours. Professional, informal service puts guests at ease. Book well in advance. | Citat |
| Michelinguiden, 13. september 2021 | |       |

Noma blev grundlagt i et partnerskab mellem kokkene Claus Meyer, René Redzepi og Mads Refslund. Den tilbyder et udsøgt og originalt gourmetkøkken med nordiske råvarer og tilberedningsmetoder. Noma fokuserede oprindeligt på det nye nordiske køkken, og navnet er en sammentrækning af de to nordiske ord "nordisk" og "mad".
I april 2009 blev restauranten nr. 3 på Restaurant Magazines liste over de bedste restauranter i verden. Denne placering blev overgået i 2010, da restauranten vandt prisen som verdens bedste restaurant. Det var første gang, en dansk restaurant opnåede den hæder, og Noma genvandt titlen i 2011, 2012 og 2014 og 2021, mens det blev en andenplads i 2013 og igen i 2019.
Noma har i nogle perioder lukket den fysiske restaurant og skabt såkaldte pop-up-restauranter i udlandet. I 2015 var restauranten i Tokyo, Japan, i fem uger, i 2016 i Sydney i Australien i ti uger, og i 2017 rykkede man til Tulum i Mexico i syv uger.
Noma lukkede restauranten på Strandgade 93 den 25. februar 2017 og i den forbindelse mistede restauranten formelt sine Michelin-stjerner.
Noma genåbnede den 15. februar 2018 og flyttede samtidig ind i det tidligere Søminedepot med adresse på Refshalevej 96. I februar 2019 fik restauranten begge sine Michelin-stjerner tilbage. Nomas tidligere lokaler på Nordatlantens Brygge huser i dag restauranten Barr.
I maj 2020, under COVID-19 pandemien, genåbnede Noma efter myndighedernes tvangslukning midlertidigt i løbet af sommeren som en vin- og burgerbar med takeaway.
Mandag d. 13. september 2021 tildelte Michelinguiden Noma tre stjerner.
Restauranten ledes af René Redzepi, der ejer 65% af virksomheden, samt direktøren Peter Kreiner, som også er medejer sammen med de to passive investorer Claus Meyer og Kristian Byrge. Redzepi forventer at lukke Noma sidst i 2024, og omdanne den til andre aktiviteter.

## Personale
Restaurant Noma har ca. 75 ansatte.
Køkkenchef René Redzepi har arbejdet på den københavnske gourmetrestaurant Pierre André, den franske restaurant The French Laundry i Californien, Michelin-restauranten El Bulli i Spanien, den danske Michelin-restaurant Kong Hans Kælder i København og Le Jardin des Sens i Montpellier i det sydlige Frankrig. Under COVID-19 pandemien besluttede Redzepi at yde økonomisk hjælp til alle medarbejdere så vidt muligt og sikre at alle medarbejdere kunne få tre måltider om dagen mens restauranten var tvangslukket af regeringen.
Matthew Orlando, tidligere køkkenchef fra Noma, åbnede i 2013 sin egen gourmetrestaurant Amass på Refshaleøen i det gamle B&W-værft.
Derudover omfatter tidligere medarbejdere bl.a. Claus Henriksen, Christian Puglisi, Torsten Vildgaard, Søren Ledet, Jesper Kirketerp, alle tidligere souschefer, samt bl.a. Anders Selmer, tidl. restaurantchef, Rosio Sanchez, tidl. head of pastry og Mads Refslund, oprindelig medstifter.

## Kontroverser
Fagforeninger har kritiseret Noma fordi mange ansatte arbejder gratis under kortere praktikophold på restauranten, og en artikel kunne således fortælle, at 2 ud af 3 kokke på daværende tidspunkt arbejdede gratis. De pågældende er typisk nyligt færdiguddannede kokke, eller i gang med deres uddannelse som kokke, og hvor praktikantopholdet indgår som en del af deres uddannelse.
I 2008 sendte DR dokumentaren Noma på Kogepunktet, som vakte debat på grund af den barske tone i køkkenet. I dokumentaren bruger køkkenchef Redzepi en meget hård tone over for sine medarbejdere og råbte ad dem. Restauranten har i medierne også været beskyldt for at være "Kejserens Nye Klæder" bl.a. i forbindelse med en ret, der bestod af tatar med skovmyrer.
I marts 2013 skabte det overskrifter, at 72 gæster i februar havde fået roskildesyge efter et måltid på restauranten. Alle de berørte gæster fik tilbudt at få deres penge refunderet eller en erstatningsmiddag.

## Priser
- 2005: Årets vinkort, Den danske Spiseguide[31]
- 2006: Årets kokkeprofil, Den danske Spiseguide[31]
- 2007: #15 bedste restaurant i verden, The World's 50 Best Restaurants
- 2008: #10 bedste restaurant i verden, The World's 50 Best Restaurants
- 2008: Brugerne af den internationale webside TripAdvisor vurderer Noma som verdens bedste restaurant
- 2008: René Redzepi hædret som årets internationale kok ved den gastronomiske konference Lo Mejor de la Gastronomia i San Sebastián i Spanien.[32]
- 2008: Årets restaurant, Den danske Spiseguide[31]
- Siden 2008: Michelinguiden, to stjerner
- 2009: #3 bedste restaurant i verden, The World's 50 Best Restaurants
- 2010: Verdens bedste restaurant The World's 50 Best Restaurants
- 2011: Verdens bedste restaurant The World's 50 Best Restaurants
- 2012: Verdens bedste restaurant The World's 50 Best Restaurants
- 2012: Årets restaurant, Den danske Spiseguide[31]
- 2013: #2 bedste restaurant i verden, The World's 50 Best Restaurants (overgået af den spanske restaurant El Celler de Can Roca i Girona).
- 2014: Verdens bedste restaurant The World's 50 Best Restaurants
- 2015: #3 bedste restaurant i verden, The World's 50 Best Restaurants (overgået af den spanske restaurant El Celler de Can Roca i Girona og Osteria Francescana i Modena)[33]
- 2016: #5 bedste restaurant i verden, The World's 50 Best Restaurants[34]
- 2019: #2 bedste restaurant i verden, The World's 50 Best Restaurants (overgået af den sydfranske restaurant Mirazur nær Nice)[35]
- 2021: Michelinguiden, tre stjerner